# بودينزانو
بودينزانو (بالإيطالية: Podenzano)‏ هي بلدية في مقاطعة بياتشنزا في إقليم إميليا رومانيا الإيطالي.

## السكان
في سنة 1861 بلغ عدد السكان 3٬483 نسمة، وتطور العدد ليصل في سنة 2011 لـ 8٬990 نسمة.
يظهر هذا المخطط البياني تطور النمو السكاني لـ بودينزانو